# Ведьма Салли
Ведьма Салли (яп. 魔法使いサリー Махо:цукай Сари:) — одно из первых аниме в жанре махо-сёдзё в Японии. Первые выпущенные серии были чёрно-белыми, но позже началось производство серий в цвете.
Первые тома манги были нарисованы Мицутэрой Ёкоямой в 1966 году. Мангака утверждает, что они были вдохновлены американским ситкомом «Моя жена меня приворожила» (англ. Bewitched, в Японии известен как «Oku-sama wa Majo»). Ключевую анимацию для 77 и 80 серии аниме создавал Хаяо Миядзаки.
Аниме-сериал выпускался на экраны с 1966 до 1968 года в Японии Toei Animation. В отличие от его работы «Tetsujin 28-go», сериал никогда не транслировался в Америке, но был показан в Италии и Канаде. Вторая «Ведьма Салли», также сделанная студией Toei, состоящая из 88 серий, показывалась на японском телевидении с 1989 до 1991, а также была показана во Франции и Испании. 

## Сюжет
Салли — принцесса «колдовского мира», Астории. Однажды она перемещается в «Мир Людей» (на Землю). Там Салли, используя свою магию, помешала паре воров, угрожающим двум молодым школьницам. Сразу же подружившись со своими новыми знакомыми — девчонкой-драчуньей Йошико Ханамура (известной в основном как «Ёк-тян») и женственной Сумире Касугано — Салли решает остаться на какое-то время в нашем мире.
Находясь на Земле, она с помощью волшебства помогает подругам, но родители предупредили Салли, что если кто-то узнаёт об её способностях — ей придётся покинуть этот мир и вернуться в Астрию.
В последней серии первого сезона Салли наколдует бурю, чтобы погасить яростный огонь, охвативший местную начальную школу. Её силы теперь раскрыты, и она вынуждена вернуться в Волшебное Королевство.
Второй сезон начинается с того, что подруги Салли просят её о помощи, она прилетает на Землю и только тогда она стирает им память. Она вновь идёт в школу и вновь вынуждена скрывать свою магию. В конце подруги вновь видят её колдующей и, испугавшись, убегают прочь, не желая верить в магию. Дорожа подругами, Салли делает им прощальный подарок: на одну ночь она приводит подруг в свой мир, пребывание в котором для обеих девочек — сказка. На утро подруги думают, что всё это им только приснилось, но в кармане одной из них обнаруживается венок, сплетённый гномами своей принцессе.

## Музыкальные темы

### Открывающие темы
- «Mahou Tsukai Sally no Uta» (яп. 魔法使いサリーのうた Махо:цукай Сари: но Ута) — в первом сериале была исполнена Three Graces (スリー・グレイセス), во втором — Хироко Асакава

### Закрывающие темы
- «Mahou no Mambo» Ёко Маэкава — к первому сериалу, 1-26 серии
- «Itazura no Uta» Юкари Асай, Масако Нодзава, Мидори Като и Митико Хирай — первый сериал, 27-73 серии
- «Papapa no Choina no Uta» Ёко Мидзугаки — первый сериал, 74-109 серии
- «Fushigi Sally» (Таинственная Салли) Хироко Асакава — ко второму сериалу, 1-45 серии
- «Little Princess» Хироко Асакава — второй сериал, 46-88 серии

## «Ведьма Салли» в истории аниме
Выпущенная в 1966 году «Ведьма Салли» стала первым и невероятно успешным аниме-сериалом для девочек (сёдзё-аниме). В то же время она стала и первым сериалом о «девочках-волшебницах» (махо-сёдзё). После выхода второго сериала в этом жанре «Секрет Акко-тян» («Химицу но Акко-тян», 1969—1970) определились основные черты жанра:
- Героиня должна хранить свои способности к магии в секрете. Если она откроет секрет, то будет наказана.
- Когда героиня использует магию, ей нужна её магическая фраза и зачарованный предмет, например, жезл. (Магическая фраза Салли: «Mahariku Maharita Yanbarayan (Махарику Махарита Янбараян)»)
- Магический слуга сопровождает героиню в обычном мире. Довольно часто это обычное животное (например, кошка).
- Два персонажа — одна женственная, а другая похожая на парня девочки — выступают как близкие подруги главной героини.

## Интересные факты
- Первые 17 серий оригинального сериала 1960-х были сняты чёрно-белыми, а остаток сериала снят в цвете, что сделало его одним из самых ранних цветных аниме. Открывающая заставка снята в обеих версиях.
- До выхода всех серий оригинального сериала на DVD в 2006 году, в Японии повторялись (а в других странах транслировались) только серии в цвете (то есть с эпизода 18). В 1985 году Toei Home Video выпустила первую часть сборника «Ведьмы Салли» на видеокассете VHS и Betamax, но в нём содержались только 1-я, 4-я и 8-я серии[4]. В 1998 году на канале «Family Gekijo» были показаны только первые 13 серий. В 2004 году на канале «Channel Toei» (яп. 東映チャンネル) были показаны все первые 17 серий[5], однако по неизвестным причинам не были показаны 20-я, 66-я и 71-я серии.
- Открывающая заставка оригинального сериала показывала погони кошки-мышки, вдохновлённую «Томом и Джерри». Но в этой, мышка проигрывала, так как Салли использовала магию, чтобы избавиться от неё (включая оборачивание расчёски в кота, чтобы гнаться за мышкой).
- В феврале 1995 года Toei Douga совместно с Японской Ассоциацией Банкиров выпустила на видеокассетах эксклюзивный мультфильм «Что, если бы не было банков? Знакомство Ведьмы Салли с банками»[6]. В отличие от других серий, она не предназначалась для продажи. Её арендовали государственными учреждениями, такими как местные органы власти и школы.
- Салли появляется в Giant Robo OVA как дочь Альберто. В этом сериале её зовут «Фокусница Санни».